# Bataille d'Oltenița
Guerre de Crimée
Batailles
- Isaccea (10-1853)
- Oltenița (11-1853)
- Pitsounda (11-1853)
- Sinope (11-1853)
- Cetate (12-1853)
- Silistra (04-1854)
- Kurekdere (08-1854)
- Bomarsund (08-1854)
- Petropavlovsk (08-1854)
- Alma (09-1854)
- Sébastopol (10-1854)
- Balaklava (10-1854)
- Inkerman (11-1854)
- Eupatoria (02-1855)
- Taganrog (05-1855)
- Kars (07-1855)
- Tchernaïa (08-1855)
- Malakoff (09-1855)
- Kanghil (09-1855)
- Kinbourn (10-1855)

La bataille d’Oltenița ou bataille d’Olteniza, livrée le 4 novembre 1853, est le premier engagement de la guerre de Crimée. Dans cette bataille une armée ottomane sous le commandement d'Omer Pacha a vaincu les forces russes dirigées par le général Pierre Andreivitch Dannenberg.

## Contexte
Cette bataille est un épisode de la campagne du Danube lors de la guerre de Crimée. Dans le cadre des préparatifs de guerre, la Russie avait occupé les principautés roumaines de Moldavie et de Valachie, neutres, positionnant des troupes sur la rive gauche (nord) du Danube, fleuve séparant les principautés de l'Empire ottoman. Pour répondre à cette menace, les Turcs avaient rassemblé leurs troupes sur la rive droite (au sud). Les forces russes positionnées entre Bucarest et le Danube se trouvent face aux forces ottomanes retranchées dans les forteresses de Roustchouk et Silistrie. À la suite de l'ultimatum ottoman du 4 octobre 1853 donnant deux semaines aux Russes pour se retirer, les forces ottomanes d'Omer Pacha traversent le Danube de Vidin à Calafat le 28 octobre 1853 pour attirer les Russes en Olténie, dans la partie occidentale de la Valachie.

## Forces en présence
Forces russes
Le corps d'armée russe est composé de 24 bataillons d'infanterie, 3 régiments de cavalerie, 1 régiment de cosaques et 32 pièces d'artillerie représentant plus de 30 000 hommes

## La bataille

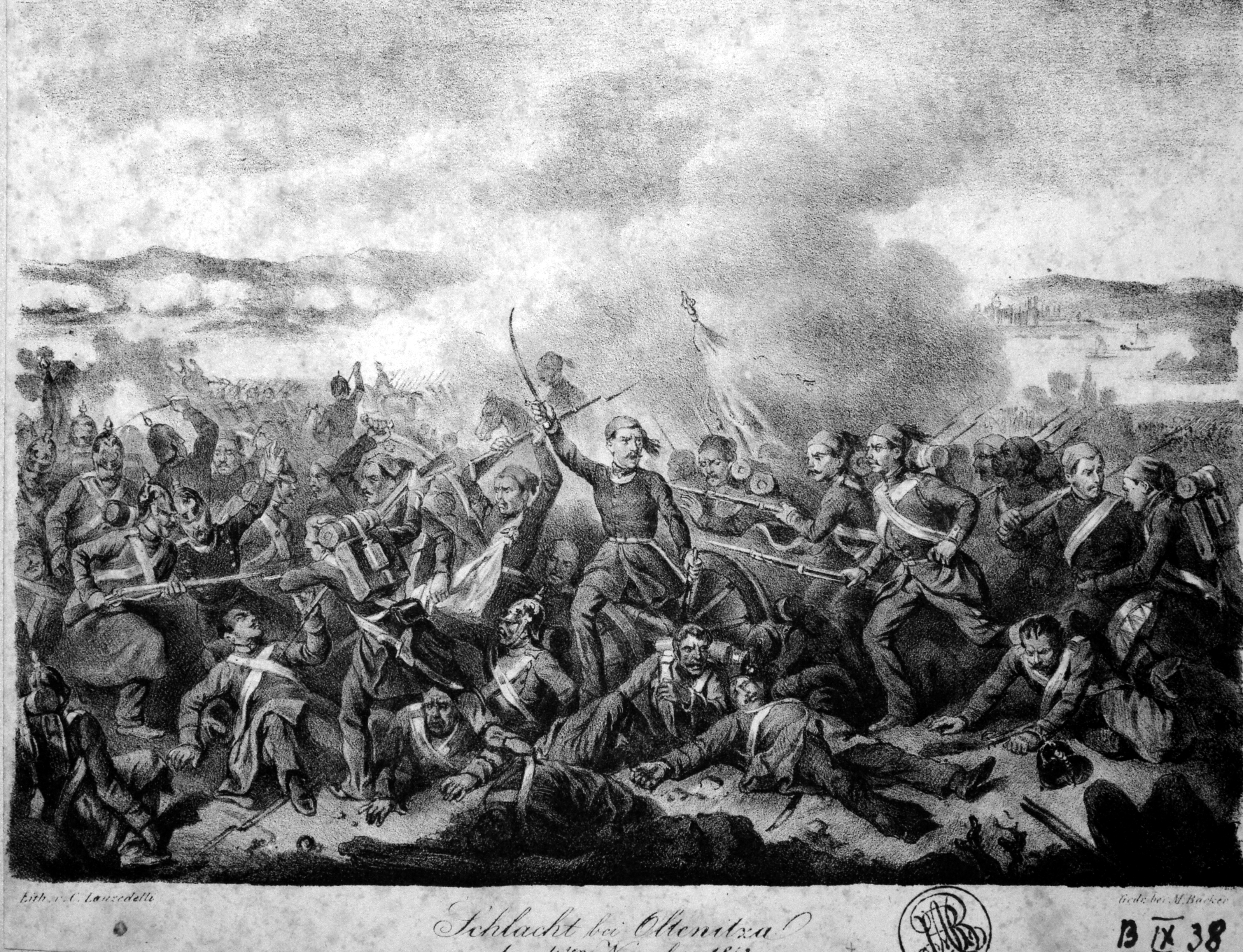
La Bataille d'Oltenița par Karl Lanzedelli.

Le 2 novembre 1853 une force ottomane de 12 000 soldats sous le commandement d'Omer Pacha traverse le Danube dans l'est de la Valachie et occupe une île située entre Tutrakan et Oltenita, afin d'avancer sur Bucarest. En effet, avec les Russes maintenant dans l'ouest de la Valachie luttant contre les Ottomans à Calafat, la capture de Bucarest permettrait de couper toutes les communications et l'approvisionnement entre la Russie et ses troupes.
Le lendemain, les troupes ottomanes franchissent le bras, occupent la rive gauche et se trouvent en présence de 9 000 russes positionnés dans Olteniţa. Ce village portuaire danubien est défendu par un édifice retranché.
À l'aurore du 4 novembre, le combat s'engage avec acharnement. Le combat le plus meurtrier eut lieu  dans un triangle formé par l'Argeș, le Danube et Oltenița. Après avoir occupé un bâtiment, les Turcs le fortifièrent et y transportèrent des batteries, avec lesquelles ils bombardèrent, avec des boulets et des bombes, les positions russes. Le général baron de Plosen, commandant les troupes russes, est tué dès le début de l'action.
En réponse, une force russe commandée par le général Dannenberg (en) est envoyée pour contre-attaquer et arrive au niveau de la ville le 4 novembre 1853. Les gros canons du fort de Tutrakan sont utilisés par les Ottomans contre les Russes et, après un échange de tirs féroce, ces derniers sont repoussés avec de lourdes pertes. Malgré ce succès cependant, Omer Pacha pensant que sa position est intenable, s'attendant à l'arrivée de renforts russes et préoccupé de continuer à mener des opérations avant l'arrivée de l'hiver, abandonne l'avance sur Bucarest et refranchit le Danube le 15 novembre 1853.
Après avoir capturé Olteniţa, les troupes ottomanes se déplacent jusqu'à la rive nord du Danube pour attaquer le grand fort situé dans la ville de Tutrakan. Ce fort, protégé par dix gros canons, est capturé par les Ottomans.

## Conséquences
La bataille d’Oltenița est le premier engagement militaire de la guerre de Crimée. Elle se conclut par une victoire tactique des Turcs, lesquels occupent la ville après avoir chassé les Russes de leurs positions. Néanmoins, leur objectif stratégique d'avancer sur Bucarest et de repousser les Russes hors des Principautés, n'est pas atteint et les forces ottomanes sont obligées de se replier sur leurs positions de départ. Saluée dans la presse occidentale et turque comme un « triomphe ottoman », et bien que la fierté russe ait été mise à mal, la bataille a stratégiquement peu d'impact.